# Claudi II d'Aumale

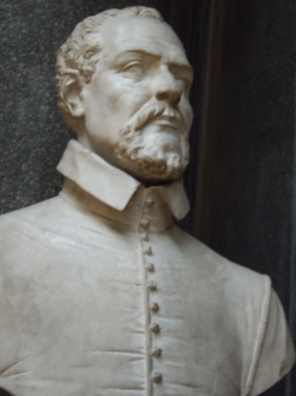
Claudi d'Aumale, bust de la Galeria de les batalles, Palau de Versalles

Claudi II de Lorena (Joinville, 18 d'agost de 1526 - La Rochelle, 3 de març de 1573) va ser marquès de Mayenne i duc d'Aumale de 1550 a 1573.

## Biografia
Va combatre a l'exèrcit del duc Francesc I de Lorena des de 1544, participant en el setge de Boulogne (1544), en la conquesta de Piemont el 1551 i en els combats del 1552 contra les tropes imperials que intentaven reprendre els Tres Bisbats. Hi fou fet presoner i no va ser alliberat fins al 1555. Va participar amb el seu germà Francesc de Guisa en la conquesta de Calais el 8 de gener de 1558. Gran munter del rei sota Enric II de França, va ser governador de Borgonya.
A la mort del seu germà Francesc de Guisa el 1563, fou considerat com el nou cap del partit catòlic. Va llançar les persecucions judicials contra Coligny per a l'assassinat del seu germà i va assegurar la tutela del seu nebot Enric de Guisa. Va formar part dels principals caps de l'exèrcit reial durant les segona i tercera guerres de religió i va tenir un paper determinant en la massacre de Sant Bartomeu. Va acompanyar el duc d'Anjou al setge de la Rochelle, on va morir.

## Llinatge
Era el tercer fill de Claudi de Lorena, duc de Guisa i d'Antonieta de Borbó-Vendôme. Es va casar l'1 d'agost de 1547 amb Lluïsa de Brézé (1521 - 1577), filla de Lluís de Brézé, comte de Maulevrier, gran senescal de Normandia, i de Diana de Poitiers, el que va segellar l'aliança de la seva casa amb l'amant del rei Enric II de França. Va tenir onze fills:
1. Enric (1549 -1559)
2. Caterina (1550 -1606), casada el 1569 amb Nicolau de Mercoeur (1524-1577),
3. Magdalena Diana (1554 mort jove)
4. Carles I (1555 -1631), duc d'Aumale
5. Diana (1558 -1586), casada el 1576 amb Francesc de Luxemburg (mort el 1638), duc de Piney
6. Antonieta (1560 mort jove)
7. Antonieta Lluïsa (1561 -1643), abadessa de Soissons
8. Antoni (1562 mort jove)
9. Claudi d'Aumale (1564 -1591), abat de Saint-Père a Chartres, dit el cavaller d'Aumale
10. Maria (1565 -1627), abadessa de Chelles
11. Carles (1566 -1568)